# Pasquali Film
La Pasquali Film è stata una casa di produzione cinematografica italiana in attività dal 1909 al 1924 (ivi compreso il periodo U.C.I. dal 1919 al 1924). Soprattutto negli anni antecedenti la prima guerra mondiale, diventò una delle aziende protagoniste dello sviluppo del cinema a Torino, affermandosi anche a livello nazionale come una delle principali imprese del settore.

## Storia

### Origine e primo impianto (1909 - 1911)
La "Pasquali Film" venne fondata a Torino  da Ernesto Maria Pasquali, venticinquenne originario dell'Oltrepò Pavese che in precedenza, dopo aver conseguito il diploma di ragioneria, era stato commediografo sia drammatico che brillante, poi giornalista presso la Gazzetta del Popolo e successivamente (1907) era passato alla "Ambrosio Film" con l'incarico di soggettista , affiancando in questa attività Arrigo Frusta, anch'egli proveniente dallo stesso quotidiano. Ma, a differenza di Frusta, che restò legato alla casa torinese per diversi anni, Pasquali, una volta appreso il mestiere, volle rendersi indipendente, dando vita, alla fine del 1908, ad una propria azienda di produzione, aiutato in questo - come ricorderà quasi cinquant'anni dopo l'interessato - dallo stesso Ambrosio. 

Ernesto Maria Pasquali fondatore dell'azienda. Foto del 1913

L'intento era di partecipare alla stagione produttiva torinese che poi sarà definita il "cinema - eldorado": «nuovissima ed inesauribile miniera economica: i capannoni vetrati si moltiplicano nell'oltre Po, le sigle delle editrici si fanno sempre più numerose e le maestranze sono migliaia». Nel biennio 1908 - 1909 il settore fu interessato da una crisi, per quanto passeggera, che creò le condizioni per la nascita di nuove aziende cinematografiche, di cui la "Pasquali" fu a Torino la più importante.
L'atto costitutivo dell'azienda fu redatto il 20 dicembre 1908 ed inizialmente essa ebbe la forma di una società di persone denominata "Pasquali e Tempo", in quanto ne fece parte quale finanziatore Giuseppe Tempo, un farmacista amico di Pasquali, che apportò il capitale iniziale di 50.000 lire: a fronte di ciò gli venivano riconosciuti i 5/6 degli utili aziendali, mentre Pasquali veniva remunerato in base ai ricavi ottenuti. 
Per avviare l'attività produttiva venne preso in affitto un fabbricato di 2 piani, modesto ma dotato di un vasto cortile in cui si costruì una piattaforma di legno che doveva funzionare quale "set". Il tutto si trovava in via Collegno 46, una zona urbana al tempo periferica ed alquanto degradata per la presenza di un mattatoio, delle carceri, di alcune piccole fabbriche e di una caserma. Si trattava di una sistemazione precaria, tanto che in una occasione l'impianto subì gravi danni a causa di un violento temporale che allagò l'area e distrusse le attrezzature all'aperto. Ciononostante da quella prima sede uscirono oltre 30 titoli di limitato metraggio, com'era il caso delle pellicole di quegli anni, basati su classici della letteratura o ispirate a personaggi storici, tutti diretti dallo stesso Pasquali. Tra essi le prime edizioni italiane dell'Ettore Fieramosca, del Capitan Fracassa e di Teodora, oltre ad un buon numero di "dal vero", di cui molti di ambiente alpino.

### Crescita e trasferimento (1911 - 1912)
Il favore incontrato dalle prime produzioni con il marchio "Pasquali" consentì di abbandonare l'inadeguata sede di via Collegno e di trasferire gli impianti in un nuovo complesso - una ex fonderia - situato in via Savonarola . Questa ubicazione viene sovente definita anche come via Brugnone, dato che a quel tempo le due vie erano quasi contigue, mentre adesso sono separate dalla ferrovia. Ma il successo produsse anche un secondo mutamento: Pasquali era adesso in grado di ripagare Giuseppe Tempo, che uscì dalla società (la separazione fu consensuale), e fondare il 1º luglio 1910 la "Pasquali e C s.a.s.", nuova forma giuridica della "Pasquali Film". Alla nuova impresa si associarono Mario Donn, di professione avvocato, ma anche membro di una importante famiglia di banchieri, e l'imprenditore Guido Bricarello, rappresentante torinese dell'Agfa.

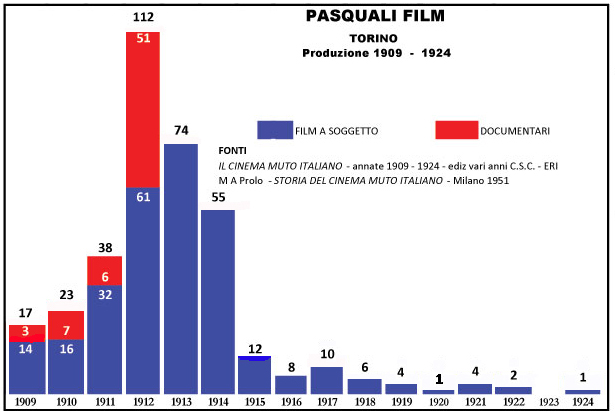
L'andamento della produzione "Pasquali Film" dal 1909 al 1924. La maggior parte dei titoli uscì negli anni precedenti la guerra mondiale

Nel nuovo stabilimento, che entrò in funzione all'inizio del 1911 la produzione decollò decisamente, orientandosi verso film di ambiente moderno, con trame poliziesche. In questo ambito ottenne un forte successo la serie del personaggio Raffles diretti e interpretati da Ubaldo Maria Del Colle, che comporterà un tale aumento degli ordinativi che l'azienda avrà difficoltà a soddisfare tutte le richieste, nonostante un considerevole aumento del personale tecnico e l'inserimento di nuove attrezzature.
Sul versante comiche, inizialmente affidate ad Émile Vardannes (Totò), nel dicembre del 1911 arrivava alla "Pasquali", proveniente dalla "Cines" dov'era "Tontolini", il comico francese Ferdinand Guillaume che a Torino diventò Polidor, dando vita ad una lunghissima serie di cortometraggi di 110 - 130 metri ciascuno, salvo rare eccezioni.
L'operatore Carlo Martelli venne inviato a compiere una lunga missione nel nord Europa, da cui tornò con riprese che costituirono la base di numerosi "dal vero" e, nel dare notizia di ciò, un giornalista in visita all'azienda illustrava la costruzione - resa necessaria dallo sviluppo della produzione - di un secondo teatro di posa scoperto ubicato al primo piano dell'edificio, in modo da poter utilizzare la luce naturale in qualsiasi orario.
Nello stesso anno 1911 Pasquali decise di allargare l'azienda verso Roma. Realizzò sulla via Nomentana un nuovo teatro di posa, attrezzandolo con un potente impianto di illuminazione di produzione Westinghouse di ben 60.000 candele e trasferendo nella capitale una troupe con due degli attori di punta della casa, la coppia artistica Tarlarini - Capozzi. Restano incerti l'effettivo periodo di utilizzo ed i titoli dei film realizzati in questa prima struttura romana della "Pasquali". Tuttavia l'azienda torinese manterrà per alcuni anni una presenza produttiva nella capitale, perché nel novembre 1913 rileverà dalla "Cines" (in affitto) gli stabilimenti ex Celio che vennero affidati in questo caso alla direzione di Umberto Paradisi. Si tratta di rapporti che hanno indotto ad ipotizzare una collaborazione tra le due aziende in funzione anti -"Ambrosio". Negli anni precedenti la guerra l'attività romana della "Pasquali" diventò così intensa che si parlò di un suo definitivo trasferimento, ma fu lo stesso Pasquali a smentire questa ipotesi, pur elencando i numerosi titoli realizzati nella filiale romana.
Durante gli anni del suo maggior sviluppo la "Pasquali" fu spesso coinvolta in controversie legali relative alle opere portate sullo schermo, secondo una prassi peraltro abituale nella cinematografia del tempo, dovuta anche al «malvezzo delle case produttrici, specialmente le maggiori, che erano solite allestire film con lo stesso soggetto già scelto e lanciato da altre, facendoli proiettare in concorrenza contemporaneamente».
In almeno due occasioni, entrambe nel 1913, si verificarono contrasti particolarmente acuti, anche per la carenza di norme sulla tutela delle opere cinematografiche e per pratiche di vero e proprio spionaggio industriale. La prima fu quando la "Pasquali" e la "Ambrosio" presentarono quasi contemporaneamente le loro versioni de I promessi sposi, dirette rispettivamente da Del Colle e da Rodolfi, senza che si riuscisse mai ad appurare chi avesse copiato da chi.

Ancora più risonanza ebbe la doppia sfida delle stesse aziende per Gli ultimi giorni di Pompei. Secondo la Prolo, Pasquali completò il film in soli 28 giorni per sfruttare il traino della pubblicità della "Ambrosio" e, per questo, ricevette anche delle pesanti critiche per la «indecente e sleale concorrenza». La vicenda ebbe diversi strascichi giudiziari.  Dapprima vi fu una causa in Germania, dove nel settembre 1913 il titolare di una sala cinematografica di Colonia venne condannato per aver indebitamente proiettato il film della "Pasquali". Poi nell'ottobre vi fu un secondo scontro presso il Tribunale di Roma, che tuttavia non si concluse con una sentenza chiara. anche se poi il film "Pasquali" venne distribuito, forse per un accordo intervenuto, con il titolo di Jone. Nel 1915 la "Pasquali" fu citata per plagio con l'accusa di aver contraffatto in Tempesta d'anime una commedia di Butti rappresentata nel 1903.

### Gli "anni d'oro" (1912-1914)
In circa tre anni la "Pasquali Film" era ormai diventata una delle aziende di punta della cinematografia italiana. I dati del 1912 sono evidenti: in un anno in cui uscirono complessivamente 815 titoli a soggetto, l'azienda torinese risultò la quinta per capacità produttiva con 65 pellicole. Se però si considerano i soli lungometraggi, in un periodo in cui la produzione stava evolvendo (non senza qualche resistenza) in quel senso, la "Pasquali" fu, dopo la "Cines", la seconda editrice italiana con 21 titoli su un totale di 175. Considerando anche il consistente apporto dei documentari, nel 1912 la "Pasquali distribuì oltre 100 titoli, raggiungendo il massimo risultato nella sua storia produttiva (vedasi grafico), e situandosi in tal modo quale terza produttrice italiana. 

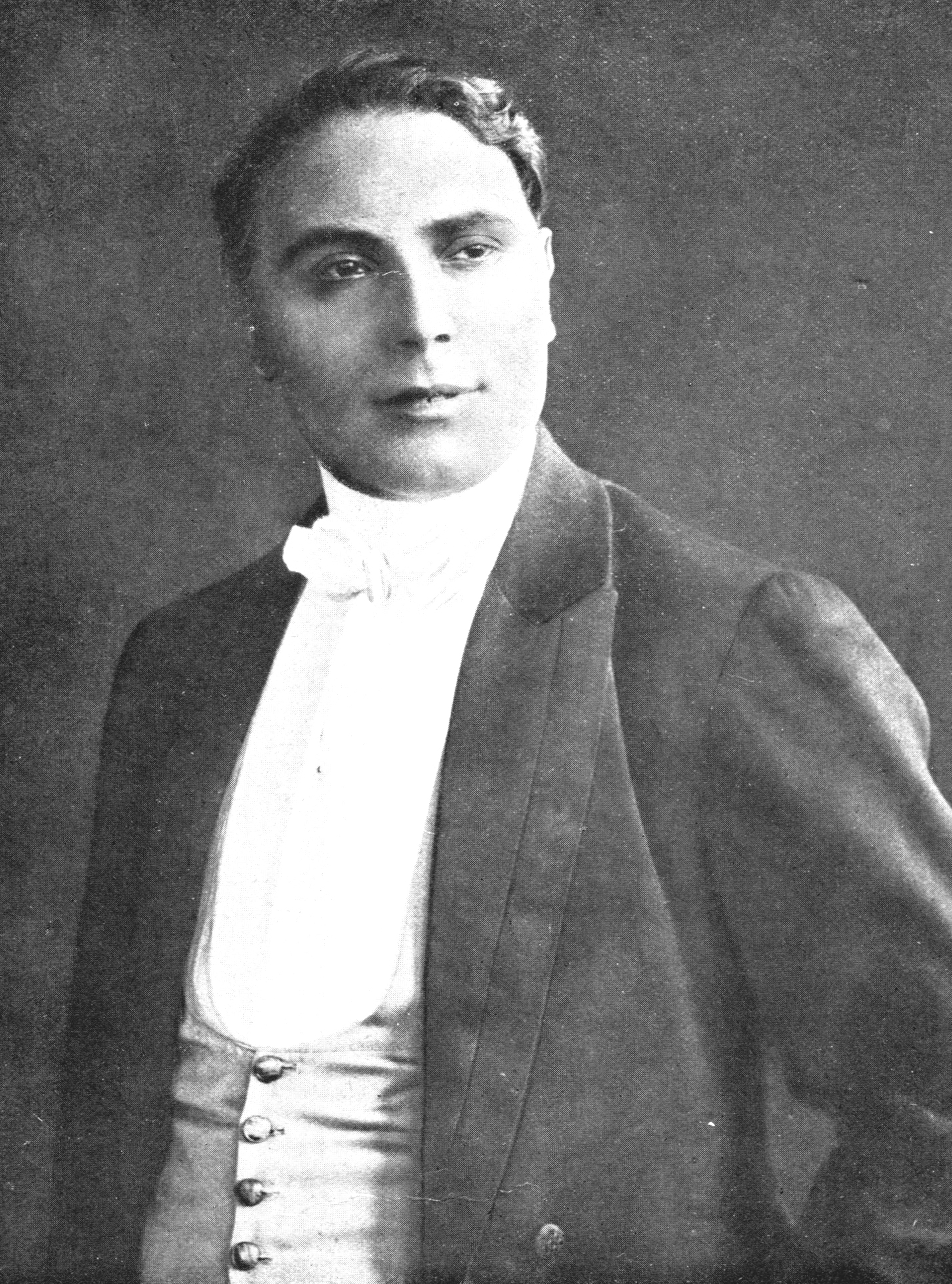
Ubaldo Maria Del Colle interpretò e diresse molti film della "Pasquali" tra la cui la fortunata serie di "Raffles" - Foto del 1914

Maria Gandini fu la Monaca di Monza nei Promessi sposi del 1913 e la protagonista del "fantasy" Silistria

Umberto Paradisi, diresse la filiale romana della "Pasquali Film"

Anche nel 1913 la "Pasquali" restò la quarta produttrice in assoluto, ma la seconda come lungometraggi, cioè i prodotti che maggiormente contribuirono alla consacrazione internazionale del cinema italiano. Lo sviluppo produttivo portò l'azienda, così come le altre principali produttrici italiane, ad una forte presenza internazionale: all'inizio del 1914 esisteva in Gran Bretagna un'agenzia diretta, la "Pasquali Film Co. Ltd" e nello stesso anno venne allestito un "set" in Spagna per realizzare dei film interpretati da Gustavo Serena e da Conchita Ledesma. Nel giugno 1913 risulta costituita una "Pasquali American Co." con uffici in New York ed a novembre una succursale a Berlino. Inoltre una articolata rete di distributori faceva arrivare i film dell'azienda torinese un po' ovunque nel mondo, dalla Francia al Brasile, dalla Russia alla Spagna all'Austria-Ungheria.
Lo sviluppo dell'azienda rese necessario un nuovo trasferimento. Già nel 1911 la "Pasquali" aveva avviato la realizzazione del suo terzo (ed ultimo) impianto produttivo, costruito su un'area di oltre 10.000 m²  posta tra via Stupinigi e corso Lepanto (oggi Corso Unione Sovietica - Corso Bramante) e formato da due nuovi teatri di posa, il cui progetto venne firmato da Adolfo Pouchain, già amministratore (1906 - gennaio 1911) della "Cines", dalla quale era stato allontanato in modo brusco, diventando fornitore dell'a "Pasquali" per lo sviluppo delle pellicole. Si tratta di una possibile conferma della collaborazione tra le due aziende. Uno dei nuovi teatri era di fattura più tradizionale a vetri, mentre un secondo, molto più grande, era chiuso e dotato di sola illuminazione artificiale, il che rappresentava una novità tecnologica assoluta per l'Italia, dovuta alla personalità di Ernesto Pasquali, attento alle innovazioni della tecnica cinematografica. Le prospettive di crescita portarono nel 1912 a realizzare un terzo teatro di posa in una nuova ala del complesso.
Intanto l'importanza assunta dall'azienda aveva condotto il suo fondatore e titolare ad essere eletto Presidente della "Unione Italiana Cinematografisti", la prima organizzazione imprenditoriale del settore, costituita a Torino il 9 novembre 1912. Benché a questa associazione se ne contrapponesse un'altra, con sede a Milano (la "Associazione dei cinematografisti italiani", con cui non vi furono mai buoni rapporti), fu la prima ad ottenere dal governo Giolitti l'istituzione di una commissione nazionale di "revisione cinematografica" che rilasciasse un unico nulla osta alla circolazione dei film, prima di competenza delle singole Prefetture. Si poteva così superare un sistema che sottoponeva le opere all'aleatorietà di decisioni locali dei funzionari. fonte di incertezze e di danno economico per un settore industriale che occupava ormai 200.000 persone. Questa decisione, sancita con una circolare di Giolitti del 26 aprile 1913, fu salutata, per quanto imponesse una tassa di 10 centesimi per ogni metro di pellicola esaminata, come «una vittoria per la cinematografia italiana dovuta all'impegno di Pasquali che a beneficio della classe intera ha sacrificati i suoi affari e le non lievi occupazioni riuscendo con tenacia a trionfare di tutte le difficoltà e degli ostacoli».

### La guerra e il declino (1914-1921)
Quello che sembrava un periodo d'oro destinato a durare a lungo finì travolto dallo scoppio della guerra. Già nella seconda metà del 1914, nonostante l'Italia fosse ancora neutrale, erano iniziate le difficoltà, dovute alle restrizioni del credito bancario ed alla carenza di pellicola vergine, per cui alla "Pasquali" si continuò a lavorare, ma gli stipendi vennero tagliati del 20 o 50%. L'attività produttiva subì dapprima una drastica contrazione e poi, nel 1915, un vero e proprio crollo (v. grafico), riducendosi a soli 12 titoli distribuiti, dei quali diversi erano stati realizzati l'anno precedente.

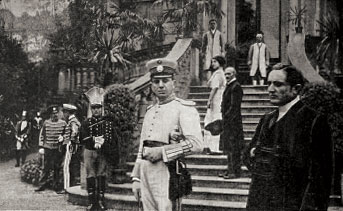
Scena de Sui gradini del trono, film oggi perduto, diretto del 1912 da Ubaldo M. Del Colle e poi distribuito nel 1913

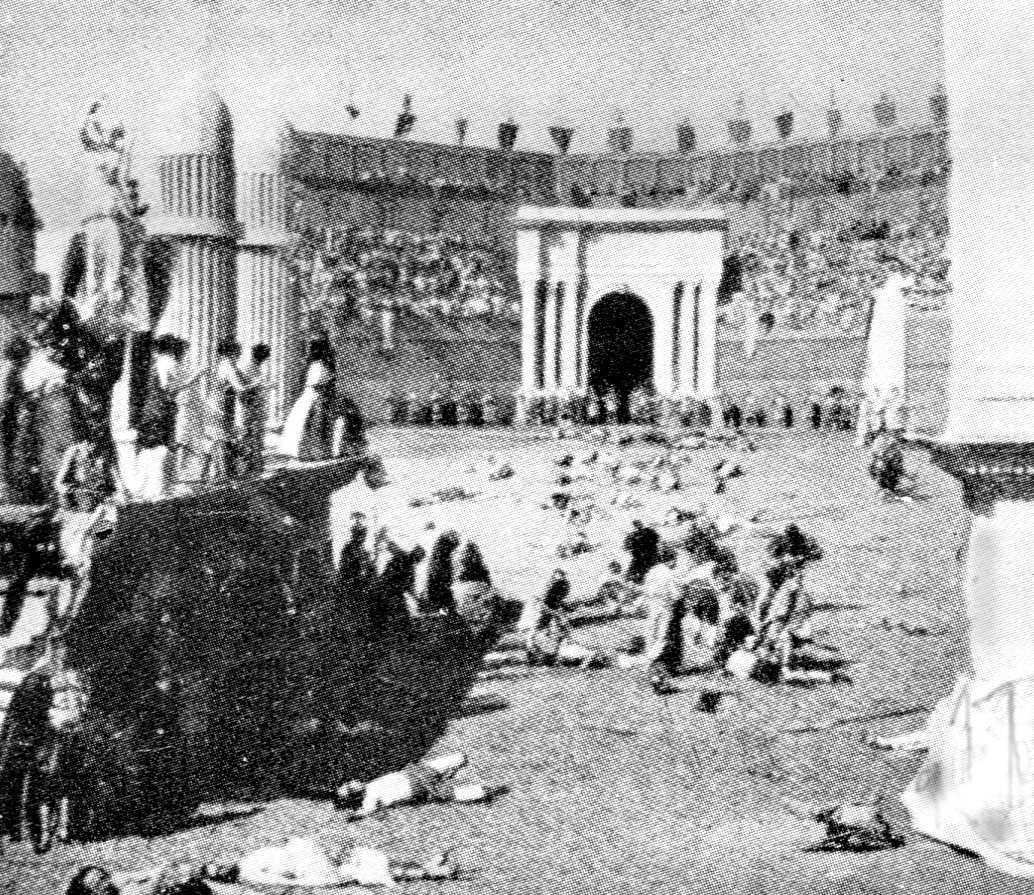
Un fotogramma del "colossal" Spartaco, successo del 1913 diretto da Giovanni Enrico Vidali

A partire dai primi anni di guerra il declino della "Pasquali" divenne inarrestabile. Alle difficoltà oggettive, si aggiunse il manifestarsi di una grave malattia che in pochi anni doveva condurre Ernesto Pasquali alla morte, avvenuta il 9 marzo 1919 a soli 36 anni. Egli aveva tentato nel luglio 1916 di rilanciare la sua "creatura", rilevando le quote degli altri soci, sennonché già nel luglio 1917, all'aggravarsi del morbo, era stato costretto a rilasciare deleghe di gestione a Mario Donn. Ma gli "anni d'oro" della cinematografia torinese erano finiti e quando Pasquali morì l'azienda era sull'orlo del fallimento. Fu quindi lo stesso Donn che intorno al giugno 1919 (non sono tuttora reperibili atti al riguardo) conferì gli impianti della "Pasquali" alla U.C.I., pur mantenendo il diritto di vendita, con il marchio originario, del patrimonio di pellicole prodotte negli anni precedenti consistenti in 104 titoli a soggetto, 115 comiche di Polidor e 54 documentari.  I teatri di Corso Stupinigi continuarono per diversi anni - almeno sino al 1924 - ad essere attivi, in un'altalena tra ipotesi di rilancio e notizie di chiusura, ed ospitando le lavorazioni di alcune aziende terze. Nei 6 anni dal 1919 al 1924 i titoli distribuiti con il marchio "Pasquali" furono soltanto 12, ed uno solo (Il ponte dei sospiri) fu un successo, il che indusse qualche commentatore a sperare nel «risveglio di un'azienda rifiorita». Dopo il crollo dell'U.C.I. ed il subentro di Stefano Pittaluga la zona fu convertita ad uso abitativo.

## Artisti e collaboratori
L'importanza assunta dalla "Pasquali" nel panorama produttivo italiano, soprattutto degli anni antecedenti la guerra mondiale, ha fatto sì che ad essa collaborassero, per periodi più o meno lunghi, molti degli artisti - attori e registi - più noti della cinematografia del periodo. Dopo qualche iniziale difficoltà, a cui Pasquali fece fronte mettendo a frutto l'esperienza acquisita alla "Ambrosio" e dirigendo egli stesso i primi cortometraggi (di cui non si conoscono gli interpreti), l'azienda iniziò una fase di espansione che coinvolse via via sempre più elementi artistici in un periodo nel quale la distinzione dei ruoli sui "set" tra soggettista, sceneggiatore, regista ed interpreti non era così netta come diventò in seguito. Così, tra i primi ad unirsi fu l'attore - regista Ubaldo Maria Del Colle, che diresse ed interpretò la fortunata serie del personaggio "Raffles ladro gentiluomo". Arrivarono poi alla "Pasquali" anche Vittorio Rossi Pianelli (1912), Luigi Maggi per una sola regia (ancorché importante perché presentava per la prima volta con La rosa rossa il mondo della malavita e degli "apaches", «prototipo di un genere che poi dilagherà nella produzione italiana»), Giovanni Enrico Vidali (che poi lasciò l'azienda con molte ed astiose polemiche con Pasquali) e Carlo Alberto Lolli (1913),
Alla fine del 1913, entrò tra i realizzatori il regista (ma anche lui attore) Umberto Paradisi, cui si devono molte pellicole realizzate nelle filiali romane dell'azienda. Altri registi di una certa rilevanza che operarono nell'impresa torinese sono stati Luigi Mele (dal 1914) e Domenico Gaido (dal 1915) a cui si deve la regia (1921) de Il ponte dei sospiri, ultimo grande successo internazionale della ditta. e de La congiura di San Marco che ne voleva essere il seguito, ma che sarà invece l'ultimo film prodotto dall'azienda torinese in ambito U.C.I.. 

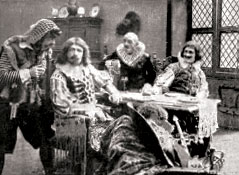
Fotogramma de I promessi sposi, che la "Pasquali" realizzò nel 1913 in concorrenza con la "Ambrosio".

Negli ultimi anni fecero parte dello staff della "Pasquali" l'attore, poi regista Carlo Campogalliani (già "Ambrosio"), che nel 1916 - 17 vi dirigerà 4 film, tassello di una cinquantennale carriera che si concluderà solo alla fine degli anni sessanta, ed Alessandro De Stefani, a cui si deve la regia di 3 pellicole nel 1921 - 1922. Si segnala anche un solo titolo diretto ed interpretato nel 1920 da Emilio Ghione, uscito nel 1922.
Due casi particolari riguardano Ferdinand Guillaume e Diana Karenne. Il comico francese realizzò la lunghissima serie di cortometraggi comici basati sul personaggio di "Polidor", che costituirono per tre anni /dal 1912 al 1914) uno degli assi portanti della produzione, rientrando poi a Roma nel 1915 (dove fondò una sua casa di produzione) quando l'azienda torinese manifestò i segni della crisi, salvo poi tornarvi nel dopoguerra per interpretare e dirigere un film di spionaggio, del tutto estraneo alle sue caratteristiche. L'attrice polacca venne scelta nel 1916 dallo stesso Pasquali, che l'aveva notata in un film secondario da lei interpretato ed è l'unico caso del nascente fenomeno del "divismo" realizzatosi presso la casa torinese. Fu Pasquali ad attribuirle il nome d'arte che poi lei utilizzerà per tutta la sua carriera divistica e fu sempre Pasquali, attratto dal fascino e dal carattere dell'attrice, a risalire per lei sul "set" come regista nel 1916 per 5 film "scandalosi" che avranno non poche difficoltà con la censura. La Karenne, da parte sua, resterà vicina a Pasquali anche negli anni della crisi e delle difficoltà ed ancora nel 1919 lo coinvolgerà in Slejma (1919), uscito poco tempo prima della morte del produttore.

Fotogramma di Passione tzigana, uno dei 5 film del 1916 interpretati da Diana Karenne e diretti da Pasquali, che ebbero molti problemi con la censura

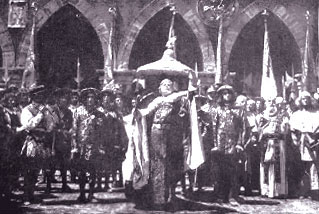
Il ponte dei sospiri, regia di Domenico Gaido, fu l'ultimo successo della storia della "Pasquali Film", già confluita nell'U.C.I. (1921)

Altri importanti interpreti attivi presso la "Pasquali" furono la coppia artistica Capozzi - Tarlarini che nel 1911 vi si trasferirono lasciando la "Ambrosio", dove avevano entrambi iniziato l'attività, per andare a sostenere la produzione presso gli impianti romani dell'azienda. In questi più tardi (1913) fu attivo anche Gustavo Serena. Sempre nel 1911 lavorò in via Savonarola come attore Gerardo Di Sarro prima di diventare il regista di punta della "Centauro". Nel 1912 si affermò per un breve periodo l'attrice Maria Gandini, partner femminile della serie "Raffles" nonché protagonista di un'altra invenzione fantastica di successo della "Pasquali", il Regno di Silistria.
Sempre tra le attrici, nel 1913, furono attive tra le altre Cristina Ruspoli ed Emilia Vidali. All'approssimarsi della crisi, nel 1914, lavorarono alla "Pasquali" anche Maria Jacobini e Nello Carotenuto. Durante gli anni della guerra nella scarsa produzione fu presente, per il filone "acrobatico", Domenico Gambino. Dopo la morte di Pasquali, in anni dominati dalla ingombrante presenza delle "dive", i pochi film prodotti non vedono la partecipazione di interpreti di rilievo e lo stesso unico successo del periodo, Il ponte dei sospiri (1921), allinea nomi, se si eccettua quello di Antonietta Calderari, scarsamente conosciuti.

## Filmografia
La produzione della "Pasquali" ha riguardato tutti i generi cinematografici del tempo. All'inizio vennero realizzati in prevalenza titoli che portavano sullo schermo classici della letteratura o vicende storiche. Poi, con lo sviluppo dell'attività, i temi si ampliarono sino a definire uno stile produttivo caratterizzato da «grande aristocrazia, psicologia, guanti gialli e decollettées, canaglia dorata, sentimentalismo e mondanità, donne nevrotiche e taverne di "apaches", cocottes d'alto bordo. La marca è buona e fa cassetta».
Giudizio che molti anni dopo troverà conferma: «i film della "Pasquali" avevano un loro stile particolare; lontani dalla precisione, con frequenti stonature [ma] avvincevano per il loro ritmo veloce, per l'intreccio appassionante, per l'affiatamento degli attori».Per cui il rimprovero mosso ai film della "Pasquali" di approssimazione ed eccessiva adesione alla modernità, costituì invece un punto di forza dell'azienda, che gli attirò il favore di un pubblico popolare, poco preoccupato delle precisioni invocate dalla critica più colta.
Particolarmente folta, tra il 1910 ed il 1912, fu anche l'edizione di "dal vero", che poi venne meno negli anni successivi. Vi si trovano molti filmati di ambiente alpino e di città italiane ed europee, mentre sono del tutto assenti quegli scenari esotici o i filmati scientifici che negli stessi anni la "Ambrosio" andava sviluppando attraverso l'opera di Roberto Omegna.